# Джо Рот
Джозеф Емануель Рот (англ. Joseph Emanuel Roth) — американський виконавчий кінодиректор, кіпродюсер та кінорежисер. Був співзасновником кінокомпанії Morgan Creek Productions у 1988 році, а також директором XX Century Fox (1989—1993), Caravan Pictures (1993—1994) та Walt Disney Studios (1994—2000), у 2000 році заснував Revolution Studios, потім Roth Films.

## Біографія
Рот навчався у Бостонському університеті, який закінчив у 1970 році, здобувши ступінь бакалавра з комунікації.
За свою кар'єру він зняв понад 40 фільмів.
У 1988 році Джозеф Рот та Джеймс Робінсон стали співзасновниками Morgan Creek Entertainment. Назва компанії походить від улюбленого фільму Рота «Чудо затоки Моргана». Компанія зняла такі касові фільми Молоді стрільці та Вища ліга.
У 1992 році він разом із Роджером Бірнбаумом заснував кінокомпанію Caravan Pictures, яка підписала виробничу угоду зі студією The Walt Disney. 1994 року отримав посаду директора The Walt Disney.

## Особисте життя
Рот був одружений з Донні Аркофф, батьком якої був кінопродюсер Семюел З. Аркофф. У них троє дітей. Вони мешкали в будинку Долорес-дель-Ріо, який спроєктував архітектор Дуглас Гоннольд для ірландського художника-постановника Седріка Гіббонса та мексиканської акторки Долорес дель Ріо в 1929 році в Лос-Анджелесі, Каліфорнія.

## Фільмографія
Він був продюсером у всіх фільмах, якщо не зазначено інше.

### Фільми
| Продюсер - Tunnel Vision (1976) - Наш переможний сезон (1978) - Америкатон (1979) - Пані та панове, Казкові плями (1982) - Фінальний терор (1983) - Кам'яний хлопчик (1984) - Рухливі порушення (1985) - Де річка біжить чорною (1986) - Вулиці із золота (1986) - PK and the Kid (1987) - Молоді стрільці (1988) - Три мушкетери (1993) - Янголи на краю поля (1994) - Зниклі мільйони (1994) - Гість (1995) - The Jerky Boys: The Movie (1995) - Товстопузи (1995) - Легенди дикого заходу (1995) - Поки ти спав (1995) - Забуте (2004) - Великі сперечальники (2007) - Аліса в країні чудес (2010) - Білосніжка та мисливець (2012) - Оз: Великий та Могутній (2013) - Небо справжнє (2014) - Рука на мільйон (2014) - Чаклунка (2014) - У серці моря (2015) - Чудеса з неба (2016) - Мисливець і Снігова королева (2016) - Аліса в Задзеркаллі (2016) - Три ікси: Реактивізація (2017) - Чаклунка: Повелителька темряви (2019) - Дулітл (2020) - США проти Біллі Голідей (2021) - Форсаж 9 (2021) - Дорога до НБА (2022) - Сіра людина (2022) - Школа добра і зла (2022) - Пітер Пен і Венді (2023) - Будь-хто, крім тебе (2023) - Дівиця (2024) - Сімейна справа (2024) | Виконавчий продюсер - Розтріскування (1977) - Холостяцька вечірка (1984) - Помста напівпридурків 2: Напівдурки в раю (1987) - Зв′язані до смерті (1988), немає в титрах - До мозку кісток (1989) - Ренегати (1989) - Вороги, історія кохання (1989) - Молоді стрільці 2 (1990) - Той, що виганяє диявола 3 (1990) - Район «Пасифік-Гайтс» (1990) - Енджі (1994) - До і після (1996) - Сльози сонця (2003) - Черговий тато (2003) - Голлівудське вбивство (2003) - Посмішка Мони Лізи (2003) - Незакінчене життя (2005) - Пустун (2006), немає в титрах - Лицар дня (2010) - Саботаж (2014) - Екзорцист III: Легіон (2016) - Людина, що мріє (2017) Співпродюсер - Не в своїй тарілці (1986) - Вища ліга (1989) - Нічний народ (1990) Режисер - Вулиці в золоті (1986) - Помста напівпридурків 2: Напівдурки в раю (1987) - Кадилак (1990) - Улюбленці Америки (2001) - Різдво з невдахами (2004) - Зворотний бік правди (2006) |  |

Різне
| Рік  | Фільм              | Роль                 | Примітки |
| ---- | ------------------ | -------------------- | -------- |
| 1974 | Розмова            | Помічник виробництва |          |
| 1988 | Молоді стрільці    | Ведучий              |          |
| 1988 | Зв'язані до смерті | Ведучий              |          |
| 1990 | Екзорцист III      | Ведучий              |          |

Актор
| Рік      | Фільм          | Роль           | Примітки |
| -------- | -------------- | -------------- | -------- |
| 1976 рік | Тунельний зір  | Гравець-диктор |          |
| 1977 рік | Розтріскування | Людина         |          |

Керуючий виробництвом
| Рік      | Фільм      | Роль                            | Примітки |
| -------- | ---------- | ------------------------------- | -------- |
| 1998 рік | Армагеддон | Виконавчий керівник виробництва |          |